# Juan Ignacio Cirac Sasturain
Juan Ignacio Cirac Sasturain (Manresa, 11 ottobre 1965) è un fisico spagnolo, considerato uno dei principali studiosi dell'informatica quantistica, per i cui studi è stato insignito con il Premio Wolf per la fisica nel 2013.

## Biografia
Laureatosi presso l'Università Complutense di Madrid nel 1988, nel 1991 si trasferisce negli Stati Uniti, per lavorare sotto la supervisione di Peter Zoller presso il Joint Institute for Laboratory Astrophysics dell'University of Colorado at Boulder. Nel 1996 è nominato professore ad Innsbruck, ricoprendo il ruolo di direttore della Società Max Planck dell'ateneo.